# Oliver Stummvoll
Oliver Stummvoll (* 13. November 1995 in St. Pölten) ist ein österreichisches Model. Er lebt mit seiner Familie in Böheimkirchen.
Bekannt wurde er 2014 durch die österreichische Castingshow Austria’s Next Topmodel. Er setzte sich gegen 17 Mitbewerberinnen und Mitbewerber durch und gewann am 4. Dezember 2014 als erster Mann die Show.

## Leben
Mit 18 Jahren nahm der 1,83 Meter große Absolvent des BRG/BORG St. Pölten an der sechsten Staffel der Castingshow Austria’s Next Topmodel teil, die ab September 2014 auf dem österreichischen Privatsender Puls 4 ausgestrahlt wurde. Am 4. Dezember 2014 entschied er als erster Mann das Finale für sich und verwies die anderen Finalisten Sanela Velagic, Manuela Kral und seinen Bruder Manuel Stummvoll auf die Plätze 2, 3 und 4.